# Jochen Beyse
Jochen Beyse (* 15. Oktober 1949 in Bad Wildungen) ist ein deutscher  Schriftsteller.

## Leben
Nach dem Besuch des Realgymnasiums König-Heinrich-Schule in Fritzlar, wo er 1968 sein Abitur machte, studierte Beyse ab 1969 an der Universität Köln zunächst Geschichte und Kunstgeschichte, anschließend Theaterwissenschaften, Germanistik und Philosophie. 1977 promovierte er mit der Arbeit Film und Widerspiegelung über den Soziologen Siegfried Kracauer. Er zog 1978 nach Hamburg, wo er von Gelegenheitsjobs lebte.
Seit 1987 ist er freier Schriftsteller mit Wohnsitz in Berlin.
Der literarische Durchbruch gelang ihm 1986 mit der Erzählung Das Affenhaus.

## Werke
Von Anfang an sind es „extreme Einzelgänger, sich abkapselnde Außenseiter und aus allen Normen Verrückte,“ die ihn faszinieren. Dabei hätten Beyses Erzählungen und Romane eines gemeinsam, nämlich „Erzählexperimente gewagtesten Kalibers zu sein.“ – 
- Film und Widerspiegelung. Köln 1977.
- Der Ozeanriese. Reinbek bei Hamburg 1981 ISBN 3-499-25161-2.
- Der Aufklärungsmacher. München 1985 ISBN 3-471-77156-5.
- Das Affenhaus. Erzählung. Paul List Verlag, München 1986 ISBN 3-471-77159-X.
- Ultima Thule. Eine Rückkehr. Paul List Verlag, München 1987 ISBN 3-471-77162-X.
- Die Tiere. Erzählung. Paul List Verlag, München 1988 ISBN 3-471-77165-4.
- Ultraviolett. Suhrkamp Verlag, Frankfurt am Main 1990 ISBN 3-518-11603-7.
- Unstern. Suhrkamp Verlag, Frankfurt am Main 1991 ISBN 3-518-40325-7.
- Larries Welt. Suhrkamp Verlag, Frankfurt am Main 1992 ISBN 3-518-40475-X.
- Bar Dom. Erzählungen. Suhrkamp Verlag, Frankfurt am Main 1995 ISBN 3-518-11930-3.
- Ferne Erde. Erzählung. Suhrkamp Verlag, Frankfurt am Main 1997 ISBN 3-518-12037-9
- Fremdenführung. Erzählung. Suhrkamp Verlag, Frankfurt am Main 2001 ISBN 3-518-12206-1.
- Palermo 1933. Erzählung. Diaphanes Verlag, Zürich / Berlin 2012.
- Rebellion. Zwischenbericht. Diaphanes Verlag, Zürich / Berlin 2013.
- Das Affenhaus Erzählung. Diaphanes Verlag, Zürich / Berlin 2014.
- Lawrence und wir. Diaphanes Verlag, Zürich / Berlin 2015.
- Fremd wie das Licht in den Träumen der Menschen. Diaphanes Verlag, Zürich / Berlin 2017.[4][5]
- Übersetzung: Wyndham Lewis, Die Affen Gottes. Roman, Diaphanes Verlag, Zürich/Berlin 2020 (zusammen mit Rita Seuß)

## Preise
Beyse wurde 1985 mit dem Aspekte-Literaturpreis dem Nachwuchspreis junger Literatur in Hamburg und 1986 mit dem Preis der Kärntner Industrie beim Ingeborg-Bachmann-Wettbewerb in Klagenfurt ausgezeichnet, außerdem erhielt er mehrere Förderstipendien, darunter 1988 ein Villa-Massimo-Stipendium. 1988 lehnte er das New-York Stipendium des Deutschen Literaturfonds ab.

## Zitate über Beyse
„Er rollt keinen gemütlichen Teppich für die Leser aus, sondern jagt sie wie durch ein verwirrendes Spiegelkabinett“

„Jochen Beyses Hauptfigur ist radikal gegenwärtig in ihrer verzweifelten Selbstauflösung, und die Gespensterangst, die sie quält, verweist auf ein heutiges Lebensgefühl in einer vernetzten Welt, die in ihrer bildlichen Verdoppelung und den Techniken der Beschleunigung vor unseren Augen ständig zu zerfallen oder zu verschwinden scheint.“